# 清水一郎 (実業家)
清水 一郎（しみず いちろう、1967年11月7日 - ）は、日本の実業家、元国土交通省官僚、作曲家。愛媛県松山市出身。株式会社伊予鉄グループ第16代社長のほか複数の伊予鉄グループ企業で代表取締役社長を務めている。日本バス協会会長。

## 経歴
国土交通省を経て、2015年6月、47歳で伊予鉄道株式会社（現：株式会社伊予鉄グループ）第16代社長に就任した。伊予鉄グループ企業である松山空港ビル社長や、石崎汽船社長、伊予鉄髙島屋会長、松山市駅前地下街社長なども務める。
公職としては、2021年6月、日本バス協会会長に就任した。また、これまで愛媛経済同友会代表幹事や、四国経済連合会副会長、松山商工会議所副会頭なども務めてきている。
- 1986年3月 - 愛媛県立松山南高等学校卒業[1]。
- 1990年3月 - 東京大学法学部卒業[1]。
- 1990年4月 - 運輸省（現：国土交通省）入省[1][7]。
- 1995年7月 - 英国ケンブリッジ大学大学院修了（法学修士）[1]。
- 2005年8月 - 大臣官房総務課企画専門官（法規班長）[1]。
- 2007年5月 - 在英国日本国大使館参事官[1]。
- 2010年7月 - 航空局企画室長[1]。
- 2011年5月 - 四国運輸局企画観光部長[1]。
- 2012年10月 - 大臣官房参事官（海事局）[1]。
- 2013年7月 - 観光庁観光戦略課長[1][7]。
- 2014年6月 - 伊予鉄道株式会社（現：株式会社伊予鉄グループ）代表取締役副社長。[1][8]
- 2015年6月 - 伊予鉄道株式会社（現：株式会社伊予鉄グループ）第16代の代表取締役社長に就任[1][9][10]
- 2019年
  - 6月 - 四国経済連合会副会長に就任[1][11]。
  - 11月 - 愛媛県商工会議所連合会・松山商工会議所副会頭に就任[1][12]。
- 2020年5月 - 愛媛経済同友会代表幹事に就任[1][13]。
- 2021年6月 - 日本バス協会会長に就任[1][2][3]。

## 作曲家として
2015年7月1日から松山市駅郊外線ホームで使用され、同年中に高浜駅・郡中港駅・横河原駅でも使用が開始されている発車メロディは清水が作曲したものである。また、伊予鉄グループのCMソングも複数制作している。